# Ghiacciaio del Kangerdlugssuaq
Il ghiacciaio del Kangerdlugssuaq è il ghiacciaio più grande della costa orientale della Groenlandia. Esso si trova nello stretto di Danimarca.

## Scioglimento
Il ghiacciaio, a causa del riscaldamento globale, tra il 2000 e il 2005 ha raggiunto una velocità di scioglimento pari a 1,6 metri all'ora o a 14 km all'anno. Da allora, lo scioglimento ha cominciato a rallentare. Durante lo stesso periodo, le stazioni meteorologiche locali segnavano una temperatura estiva superiore alla media di circa 1 °C.
L'8 luglio 2011, l'Agenzia Spaziale Europea ha reso note delle immagini riprese da un satellite tra marzo e maggio dello stesso anno: queste mostrano che il flusso di ghiaccio sciolto si muove ad una velocità di 35 metri al giorno.
Inoltre, due immagini del ghiacciaio (l'una scattata nel 1992 e l'altra nel 2011) mettono in evidenza che la lingua di ghiaccio si è ritirata per 5 km in 19 anni.